# Krasnîi Iar, Krasnodon
Krasnîi Iar (în ucraineană Красний Яр) este un sat în așezarea urbană Simeikîne din raionul Krasnodon, regiunea Luhansk, Ucraina.

## Demografie
Componența lingvistică a localității Krasnîi Iar
     Rusă (85,37%)
     Ucraineană (14,63%)
Conform recensământului din 2001, majoritatea populației localității Krasnîi Iar era vorbitoare de rusă (85,37%), existând în minoritate și vorbitori de ucraineană (14,63%).